# Bouzonville
Pour les articles homonymes, voir Bouzonville (homonymie).
Bouzonville (Busendroff (à l'est) et Bousendroff (à l'ouest) en francique mosellan, la langue locale, comme l'indiquent les panneaux supplémentaires d'entrée dans la commune, qui donnent l'une ou l'autre des orthographes selon l'orientation, ce qui suggère une variante de prononciation) est une commune française située dans le département de la Moselle et le bassin de vie de Moselle-Centre, en région Grand Est.
Historiquement et culturellement située en Lorraine, au cœur du pays de Nied, la commune est le bureau centralisateur du canton homonyme, ainsi que le siège de la Communauté de communes Bouzonvillois-Trois Frontières.

## Géographie
À 37 km au nord-est de Metz par la route départementale 3, surnommée la Perle de la Nied, Bouzonville est un chef-lieu de canton paisible traversée par la basse Nied.
|             | Filstroff   | Guerstling              |
| Freistroff  | Bouzonville | Heining-lès-Bouzonville |
| Vaudreching | Alzing      | Oberdorff               |

### Accès
C’est le carrefour de nombreuses routes secondaires, la plus notable étant la route départementale 918 qui mène de Thionville à Sarrelouis.

### Géologie
Le sous-sol de Bouzonville, composé de grès bigarré, de calcaire coquillier et de marnes irisées, présente les trois faciès caractéristiques du Trias.

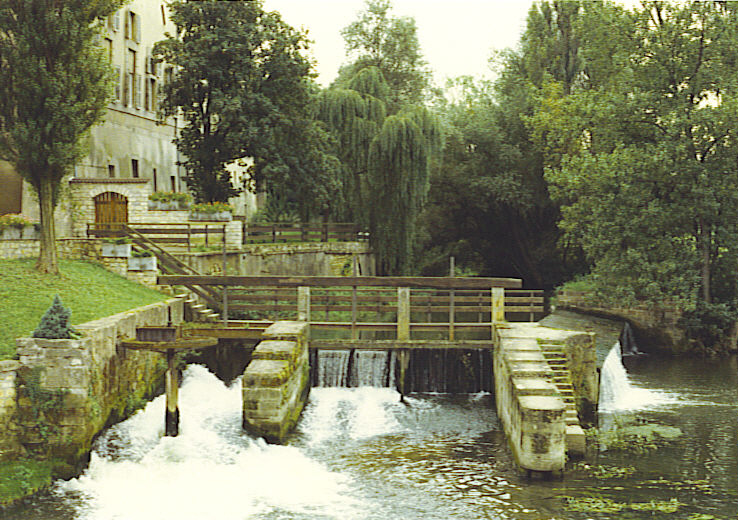
La Nied.

### Écarts et lieux-dits
Les villages de  Aidling, Heckling et Benting sont rattachés à la commune depuis 1810.
La commune de Brettnach qui avait fusionné avec Bouzonville en 1974 (bien que non limitrophe) a repris son autonomie en 1982.

### Hydrographie
La commune est située dans le bassin versant du Rhin au sein du bassin Rhin-Meuse. Elle est drainée par la Nied, le ruisseau de Bibiche, le ruisseau de Geling, le ruisseau Ohligbach et le ruisseau de Stockholz.
La Nied, d'une longueur totale de 96,7 km, prend sa source dans la commune de Marthille, traverse 47 communes françaises, puis poursuit son cours en Allemagne où elle se jette dans la Sarre.

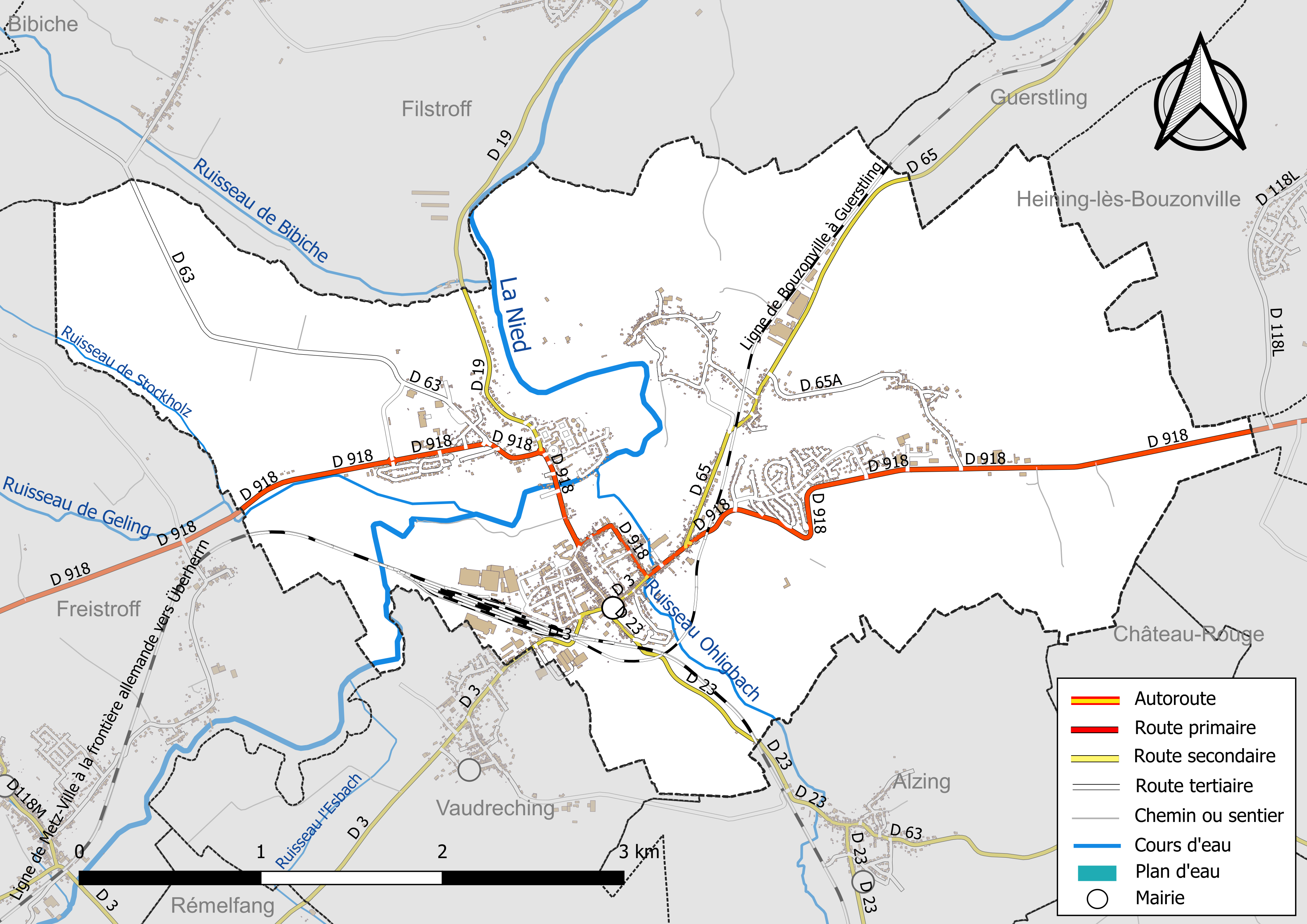
Réseaux hydrographique et routier de Bouzonville.

La qualité des eaux des principaux cours d’eau de la commune, notamment de la Nied, peut être consultée sur un site dédié géré par les agences de l’eau et l’Agence française pour la biodiversité.

### Climat
Pour des articles plus généraux, voir Climat du Grand Est et Climat de la Moselle.
En 2010, le climat de la commune est de type climat des marges montargnardes, selon une étude du Centre national de la recherche scientifique s'appuyant sur une série de données couvrant la période 1971-2000. En 2020, Météo-France publie une typologie des climats de la France métropolitaine dans laquelle la commune est exposée à un climat semi-continental et est dans la région climatique  Lorraine, plateau de Langres, Morvan, caractérisée par un hiver rude (1,5 °C), des vents modérés et des brouillards fréquents en automne et hiver. 
Pour la période 1971-2000, la température annuelle moyenne est de 9,9 °C, avec une amplitude thermique annuelle de 16,9 °C. Le cumul annuel moyen de précipitations est de 775 mm, avec 11,8 jours de précipitations en janvier et 9,2 jours en juillet. Pour la période 1991-2020, la température moyenne annuelle observée sur la station météorologique de Météo-France la plus proche, « Malancourt », sur la commune d'Amnéville à 29 km à vol d'oiseau, est de 10,2 °C et le cumul annuel moyen de précipitations est de 884,1 mm. 
La température maximale relevée sur cette station est de 39,3 °C, atteinte le 25 juillet 2019 ; la température minimale est de −17,9 °C, atteinte le 5 janvier 1985,,. 
Les paramètres climatiques de la commune ont été estimés pour le milieu du siècle (2041-2070) selon différents scénarios d'émission de gaz à effet de serre à partir des nouvelles projections climatiques de référence DRIAS-2020. Ils sont consultables sur un site dédié publié par Météo-France en novembre 2022.

## Urbanisme

### Typologie
Au 1er janvier 2024, Bouzonville est catégorisée bourg rural, selon la nouvelle grille communale de densité à sept niveaux définie par l'Insee en 2022.
Elle appartient à l'unité urbaine de Bouzonville, une agglomération intra-départementale regroupant deux  communes, dont elle est ville-centre,,. Par ailleurs la commune fait partie de l'aire d'attraction de Bouzonville, dont elle est la commune-centre,. Cette aire, qui regroupe 12 communes, est catégorisée dans les aires de moins de 50 000 habitants,.

### Occupation des sols
L'occupation des sols de la commune, telle qu'elle ressort de la base de données européenne d’occupation biophysique des sols Corine Land Cover (CLC), est marquée par l'importance des territoires agricoles (55,3 % en 2018), en diminution par rapport à 1990 (56,7 %). La répartition détaillée en 2018 est la suivante : 
terres arables (29,2 %), forêts (26,8 %), prairies (25,2 %), zones urbanisées (17,9 %), zones agricoles hétérogènes (0,9 %). L'évolution de l’occupation des sols de la commune et de ses infrastructures peut être observée sur les différentes représentations cartographiques du territoire : la carte de Cassini (XVIIIe siècle), la carte d'état-major (1820-1866) et les cartes ou photos aériennes de l'IGN pour la période actuelle (1950 à aujourd'hui).

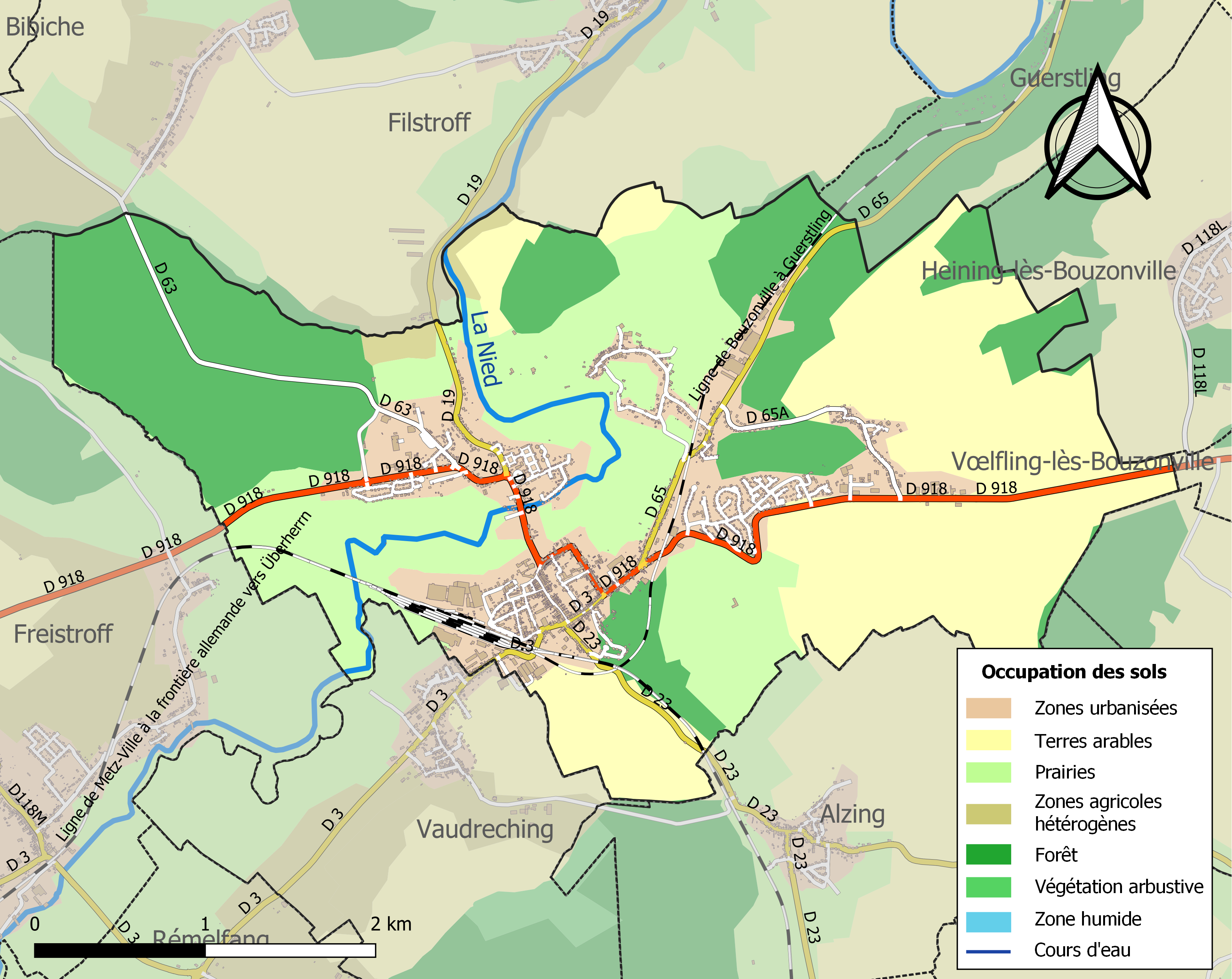
Carte des infrastructures et de l'occupation des sols de la commune en 2018 (CLC).

## Toponymie
Le nom de la commune est cité sous les formes latinisées Bozonisvilla ou Buosonis villa pour la première fois en 1106, puis sous les formes germaniques Bosendorph en 1176, Busindorf en 1211, Bousendorf en 1271, Busendorf en 1345, Büsendorff en 1365, Busendorff en 1383, Bussendorff en 1594, Bousendorff en 1604 et la forme française Bouzonville-sur-Nied en 1779.
Il s'agit d'une formation médiévale en -ville (appellatif issu du gallo-roman VILLA « grand domaine rural ») précédé, comme c'est le plus souvent le cas pour ce type toponymique, d'un anthroponyme germanique.
Bouzon- s'explique par le nom de personne Boso, fréquemment attesté en France du nord (exemples : Bouzonville-aux-Bois, Bouzanville, etc.) et qui se perpétue dans les noms de famille Boson et Bozon. À noter que toutes ces formes sont au cas régime de l’ancien français, caractéristique des noms lorrains et beaucerons en -ville (alors qu'en Normandie, elles sont au cas sujet). De « domaine rural », le sens de ville passe dès le Moyen Âge à celui de « village ».
Le même anthroponyme se rencontre dans des formations, en général plus anciennes, en -court (exemples : Bézancourt, Bouzancourt, etc.).
Conjointement à la forme romane probablement employée dès le VIIIe siècle, il est fait mention au XIIe siècle de la forme germanique Bussendorff ou Büsendorff, attestée en 1365. Cette désignation fut employée jusqu’au XVIIe siècle. À cette époque, le nom roman du bourg s’imposa définitivement, avec toutefois les parenthèses historiques de l’annexion de 1871, et de l'annexion de 1940, pendant lesquelles la commune sera de nouveau baptisée Busendorf.
En francique lorrain, elle se nomme Busendroff, et Boesendroff avec métathèse de [r].
En lorrain roman on disait : Bzonvèle et Besonvelle pour designer la commune.

### Sobriquet
Surnom à propos des Bouzonvillois : Die «Stripplinger» han so lange finger (les «petits voleurs» ont les doigts si longs/crochus). stripplinger est une formation dialectique dérivé de strippen s’appliquant aux gens qui commettent de petits larcins, notamment des vols de fruits.

## Histoire

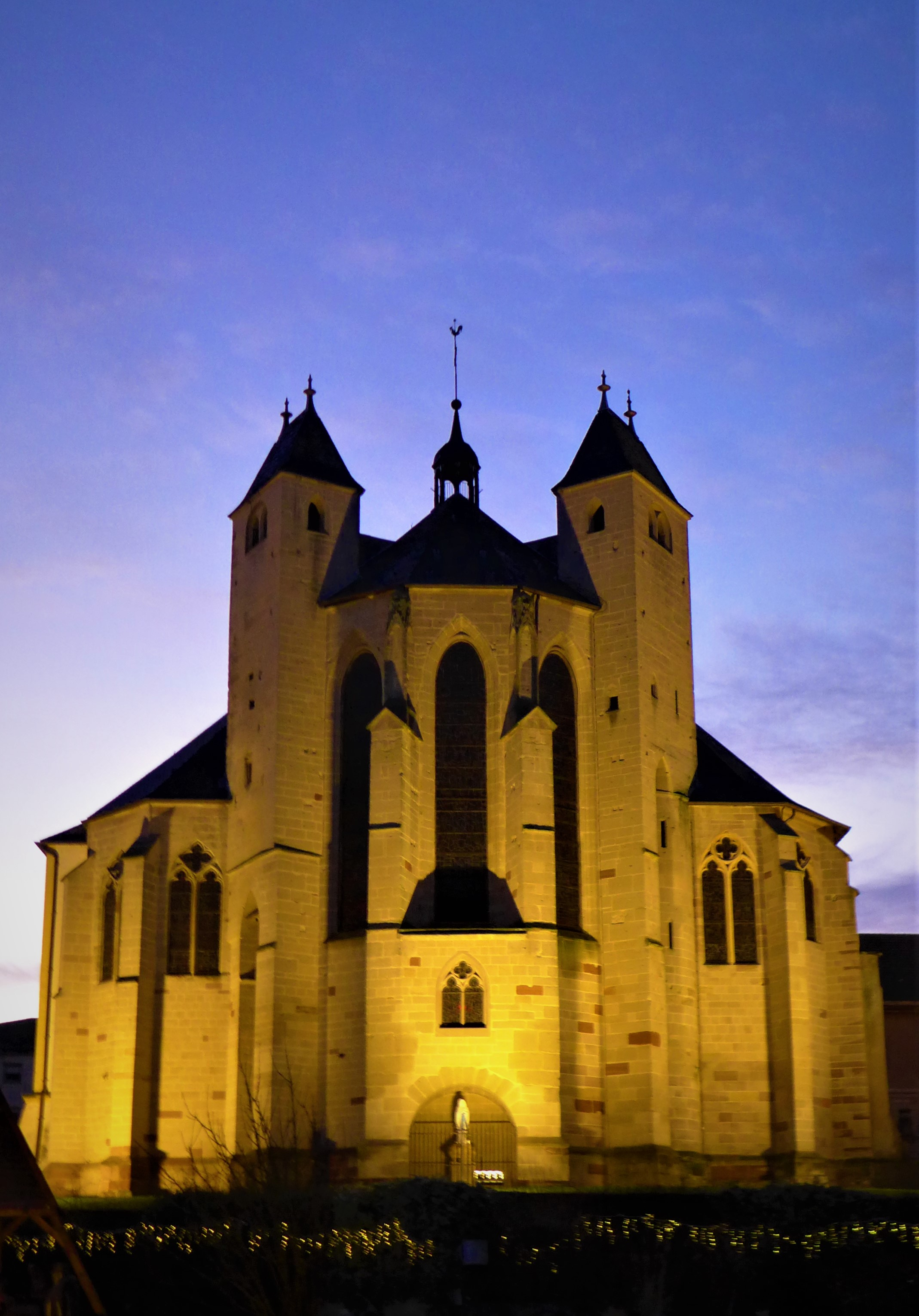
Chevet de l'église abbatiale

La localité est intégrée au duché de lorraine, depuis l’origine du duché. Elle le restera jusqu'à l'annexion du duché à la France, en 1766. Entre 1275 et 1295, la partie germanophone du duché de Lorraine reçoit un justicier des nobles, puis un bailli, fixé quelque temps à Bouzonville, avant de l’être à Vaudrevange, une commune rattachée à la Sarre depuis 1815.
Érigé en prévôté en 1705, Bouzonville devient de nouveau le siège d’un bailliage en 1751. Rattaché au siège présidial de Metz en 1772, le bailliage de Bouzonville disparait en 1790, avec la création du département de la Moselle. En 1790, le canton de Bouzonville est incorporé pour cinq ans au district de Sarrelouis, aujourd’hui en Sarre. De 1800 à 1870, la commune appartient à l’arrondissement de Thionville. C'est un bourg actif, où se tient régulièrement un marché.
Le 25 juillet 1870, durant la guerre franco-allemande la ville est le théâtre de combats, opposant le 33e régiment d'infanterie de ligne et les troupes prussiennes.
Comme les autres communes de Moselle, Bouzonville, rebaptisée "Busendorf", est rattachée au nouvel Empire allemand le 10 mai 1871, conformément au traité de Francfort. Durant l’annexion allemande, Bouzonville est rattachée à l'arrondissement de Boulay. Après deux générations de paix et de prospérité, la germanisation des esprits est telle que les Mosellans se battent naturellement pour l’Empire allemand durant la Première Guerre mondiale. Beaucoup tombent sous l’uniforme allemand, sur le Front de l’Est, mais aussi à l’Ouest. Loyaux sujets de l'Empereur, très peu de Mosellans trahissent leur Patrie pour rejoindre les troupes françaises. La victoire française, en novembre 1918, est toutefois bien acceptée.
En 1919, Bouzonville est rattaché à l'arrondissement de Boulay-Moselle.
Au début de la Seconde Guerre mondiale, dès le 1er septembre 1939, les habitants de Bouzonville sont évacués par l'armée française à Chauvigny, dans la Vienne. Durant l'Annexion de la Moselle, les habitants restés sur place vivent sous le joug nazi. En 1944, la commune du CdZ-Gebiet Lothringen est bombardée par les Américains. Busendorf est enfin libérée le 27 novembre 1944, après la bataille de Metz.
Le 30 juillet 1950, la ville se voit attribuer, comme 4 454 autres communes du pays, la croix de guerre. « Bouzonville, commune de Lorraine évacuée dès le 1er septembre 1939, qui a été gravement éprouvée par les bombardements et les combats livrés sur son territoire, tant en 1940 qu'en 1944, compte 25 de ses fils tués, 14 disparus, 20 blessés. A conservé, cependant, un moral intact et a mené une action patriotique résistante, dont témoignent ses 10 enfants fusillés, ses 135 déportés, ses nombreux insoumis et réfractaires. Par son attachement à la France, par son courage et par ses sacrifices, s'est acquis des droits à la reconnaissance du pays. ».
Après guerre, la vieille cité lorraine a su faire preuve de dynamisme, conservant ainsi son statut de ville commerçante.

## Politique et administration

### Tendances politiques et résultats
Deux maires emblématiques :
Jean-Pierre Tritz est né le 3 juillet 1888 à Waldwisse. Après des études de droit au sein des universités allemandes, il s'installe comme notaire à Bouzonville dont il devient maire en 1928.
En 1934, il est également conseiller d'arrondissement puis conseiller général. Les années 1930 voient les menaces grandir pour Bouzonville et la France : le 1er septembre 1939, l'évacuation de la zone rouge située entre la frontière et la ligne Maginot, entraine les Bouzonvillois à Chauvigny.
Jean-Pierre Tritz s'installe à Poitiers en restant en contact avec ces administrés. Il travaille aux côtés de Robert Schuman, alors sous-secrétaire d'État aux réfugiés, au centre de renseignements des Repliés de la Moselle.
Après la défaite de la France en juin 1940, la majorité des bouzonvillois rentrent en Moselle. Jean Pierre Tritz doit alors remettre les clés de la ville aux allemands.
Élu maire de Bouzonville en 1949, Norbert Noël arrive à la tête d'une ville ayant souffert aussi bien matériellement qu'humainement lors de la Seconde Guerre mondiale.
Au cours de ses 22 années de mandats successifs, Norbert Noël est à l'initiative de nombreux projets structurants dont Bouzonville profite encore aujourd'hui.
Ainsi le groupe scolaire Pol Grandjean et le collège qui prendra le nom d'Adalbert sont respectivement inaugurés en 1950 et 1967. La même année, l'entreprise Lucas Girling s'installe près de la gare. 
En matière de logement, la cité Saint Charles et le lotissement du même nom sortent de terre dans les années 1960. 
Parallèlement, un terrain de sport, un gymnase puis une piscine (de type Tournesol) sont construits : c’est le complexe sportif Norbert Noël.
Grâce à l'implication de Norbert Noël et au dynamisme insufflé à la ville, Bouzonville atteint 4000 habitants.

Il meurt d'un accident de voiture en février 1971 dans le cadre de ses fonctions.

### Liste des maires
| Période                                  | Période         | Identité         | Étiquette | Qualité                                                  |
| ---------------------------------------- | --------------- | ---------------- | --------- | -------------------------------------------------------- |
| Mars 1949                                | 17 février 1971 | Norbert Noël     |           | Commercant                                               |
| mars 1977                                | mars 2001       | Pierre Grandjean |           | Professeur de français                                   |
| mars 2001                                | mars 2014       | Gilbert Philipp  | DVD       | Magistrat                                                |
| mars 2014                                | mai 2020        | Denis Paysant    | PS        | Professeur du second degré                               |
| mai 2020                                 | En cours        | Armel Chabane    | LR        | Conseiller du président du conseil régional du Grand Est |
| Les données manquantes sont à compléter. |                 |                  |           |                                                          |

### Jumelages
Rehlingen-Siersburg (Allemagne) depuis 1978.

## Démographie
L'évolution du nombre d'habitants est connue à travers les recensements de la population effectués dans la commune depuis 1800. Pour les communes de moins de 10 000 habitants, une enquête de recensement portant sur toute la population est réalisée tous les cinq ans, les populations de référence des années intermédiaires étant quant à elles estimées par interpolation ou extrapolation. Pour la commune, le premier recensement exhaustif entrant dans le cadre du nouveau dispositif a été réalisé en 2008.

En 2022, la commune comptait 3 824 habitants, en évolution de −3,68 % par rapport à 2016 (Moselle : +0,52 %, France hors Mayotte : +2,11 %).
| 1800  | 1806  | 1821  | 1836  | 1841  | 1861  | 1866  | 1871  | 1875  |
| ----- | ----- | ----- | ----- | ----- | ----- | ----- | ----- | ----- |
| 1 367 | 1 356 | 2 096 | 2 172 | 2 160 | 1 991 | 1 883 | 1 775 | 1 698 |

| 1880  | 1885  | 1890  | 1895  | 1900  | 1905  | 1910  | 1921  | 1926  |
| ----- | ----- | ----- | ----- | ----- | ----- | ----- | ----- | ----- |
| 1 655 | 1 622 | 1 595 | 1 608 | 1 699 | 1 967 | 2 176 | 1 982 | 2 251 |

| 1931  | 1936  | 1946  | 1954  | 1962  | 1968  | 1975  | 1982  | 1990  |
| ----- | ----- | ----- | ----- | ----- | ----- | ----- | ----- | ----- |
| 2 306 | 2 458 | 2 013 | 2 339 | 3 306 | 3 763 | 4 585 | 4 285 | 4 148 |

| 1999  | 2006  | 2008  | 2013  | 2018  | 2022  | - | - | - |
| ----- | ----- | ----- | ----- | ----- | ----- | - | - | - |
| 4 117 | 4 173 | 4 183 | 3 989 | 3 923 | 3 824 | - | - | - |

## Culture locale et patrimoine
Du point de vue linguistique, en 1775, la langue française était encore peu parlée dans la commune.

### Lieux et monuments

#### Édifices civils
- Hôtel de ville avec beffroi à bulbe, 1719.
- Emplacement du vieux moulin des moines.
- Tribunal, XVIIIe siècle.
- Lycée de la Providence avec chapelle.
- Ancienne caserne de la Garde républicaine mobile.
- Cimetière israélite, 1726.

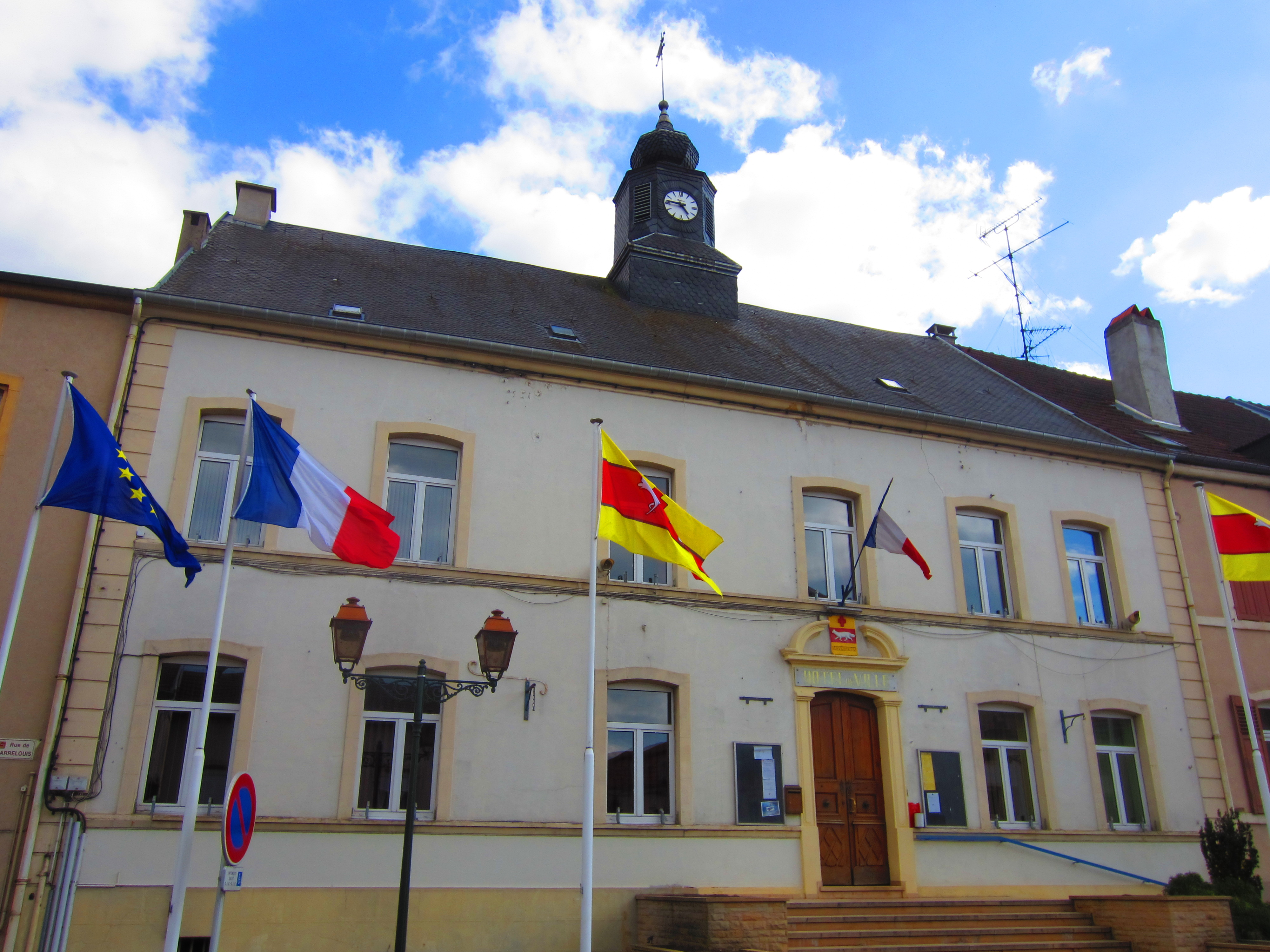
La mairie.
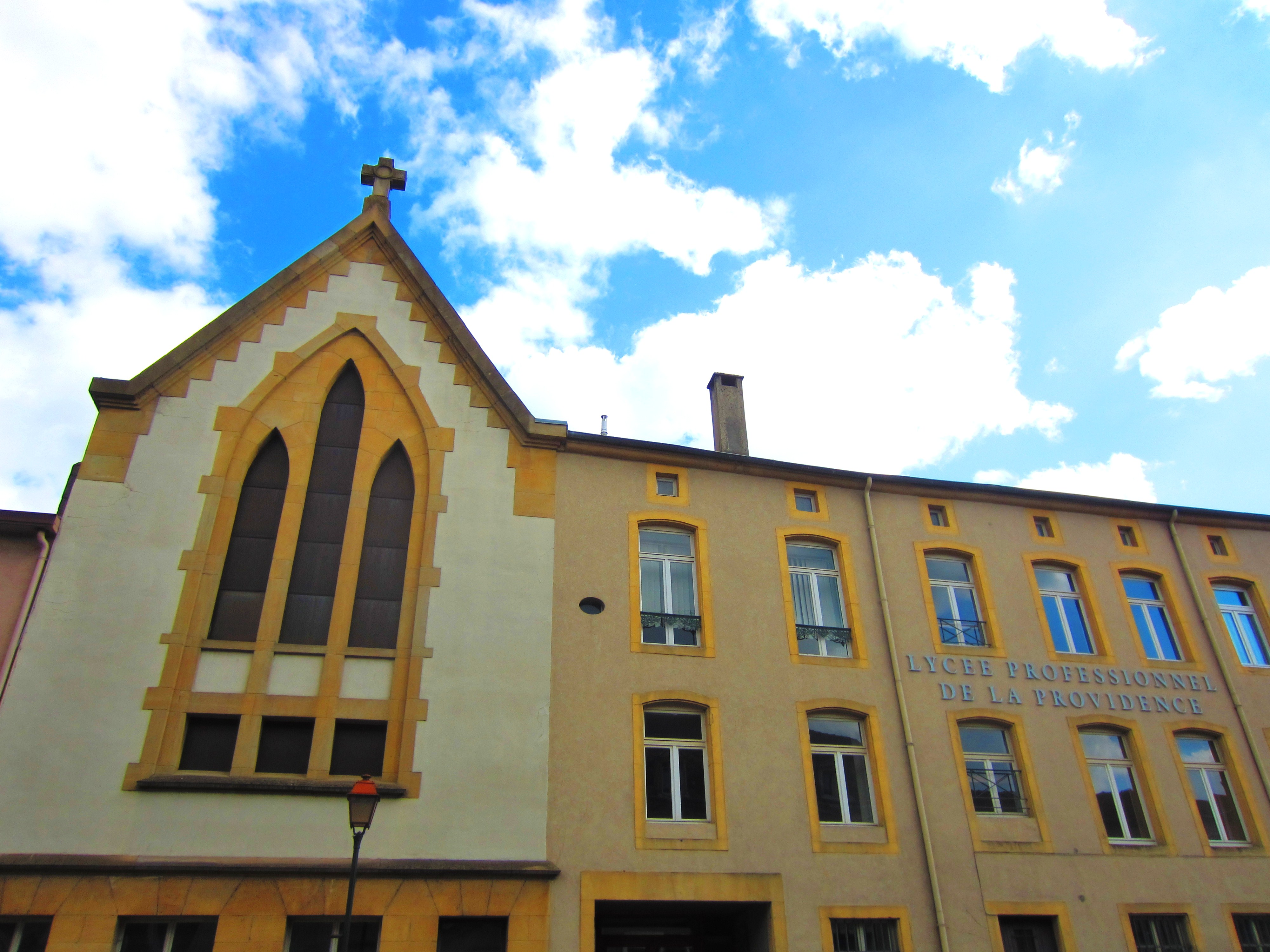
Lycée de la Providence avec chapelle.
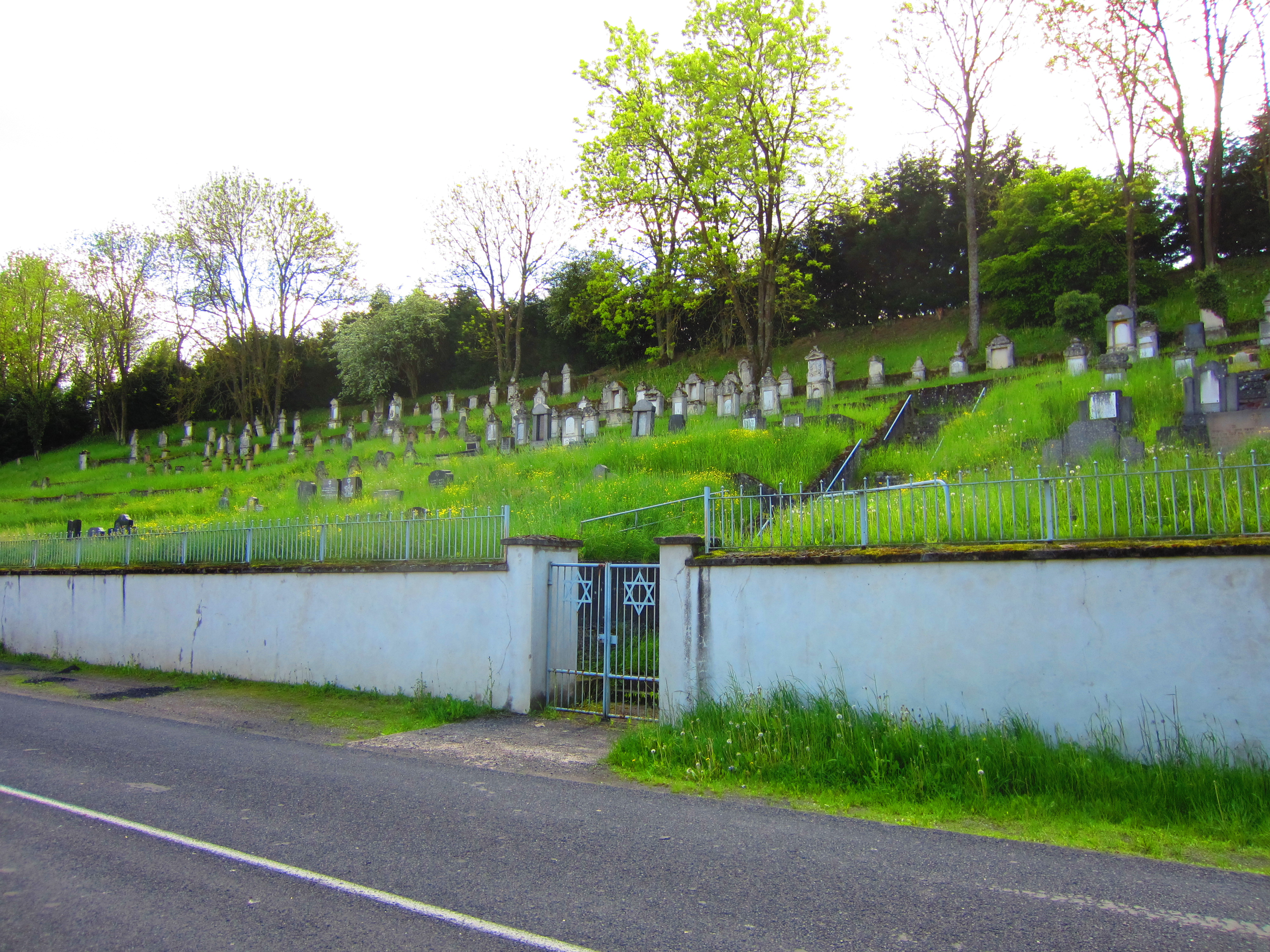
Cimetière israélite.

#### Édifices religieux
- Église abbatiale Sainte-Croix, seul vestige du couvent bénédictin, est classée monument historique, par arrêté du 8 septembre 1999[29] alors que les parties subsistantes du cloître, lieudit Cour de l'Abbaye, qui comportent des éléments datant des XIIe, XIVe et XVIIe siècles sont inscrites par arrêté du 24 février 1986. Elle sert aujourd'hui d'église paroissiale.
- Oratoire de Belle-Croix (pèlerinage).
- Chapelle Saint-Hubert à Heckling, clocher du XVIe siècle.
- Chapelle Sainte-Croix à Aidling, XVIIIe siècle.
- Chemin de Croix, 1879, le long de la route de Thionville.
- Statue de saint Vincent de Paul.
- Temple protestant réformé, rue du 27-Novembre, construit en 1951.
- Synagogue, rue des Résistants, construite en 1960 pour remplacer celle de 1850 détruite au cours de la Seconde Guerre mondiale. Devenue médiathèque depuis novembre 2012.
- Salles de prières des musulmans.

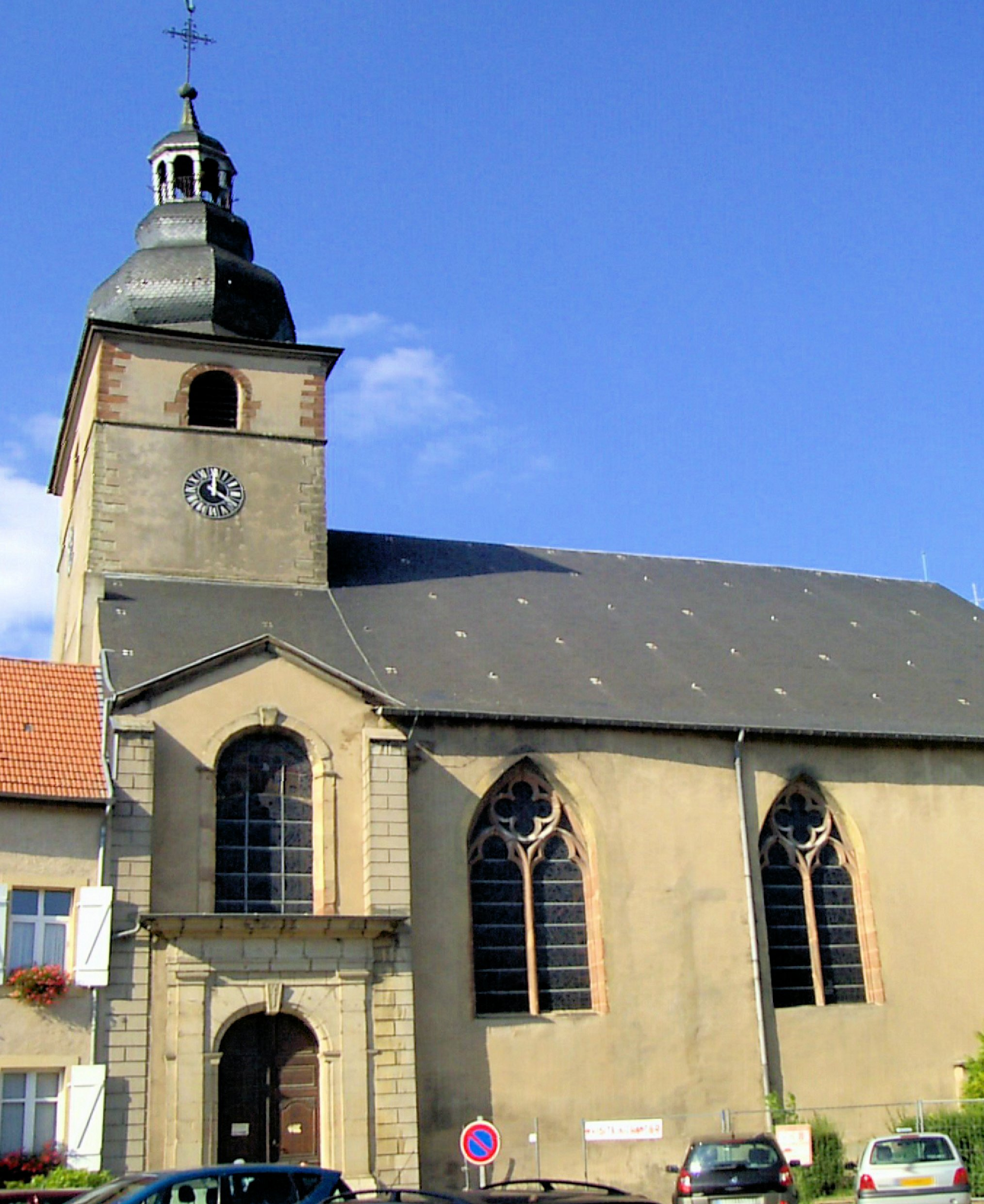
L'abbaye Sainte-Croix.
Abbaye Sainte-Croix.
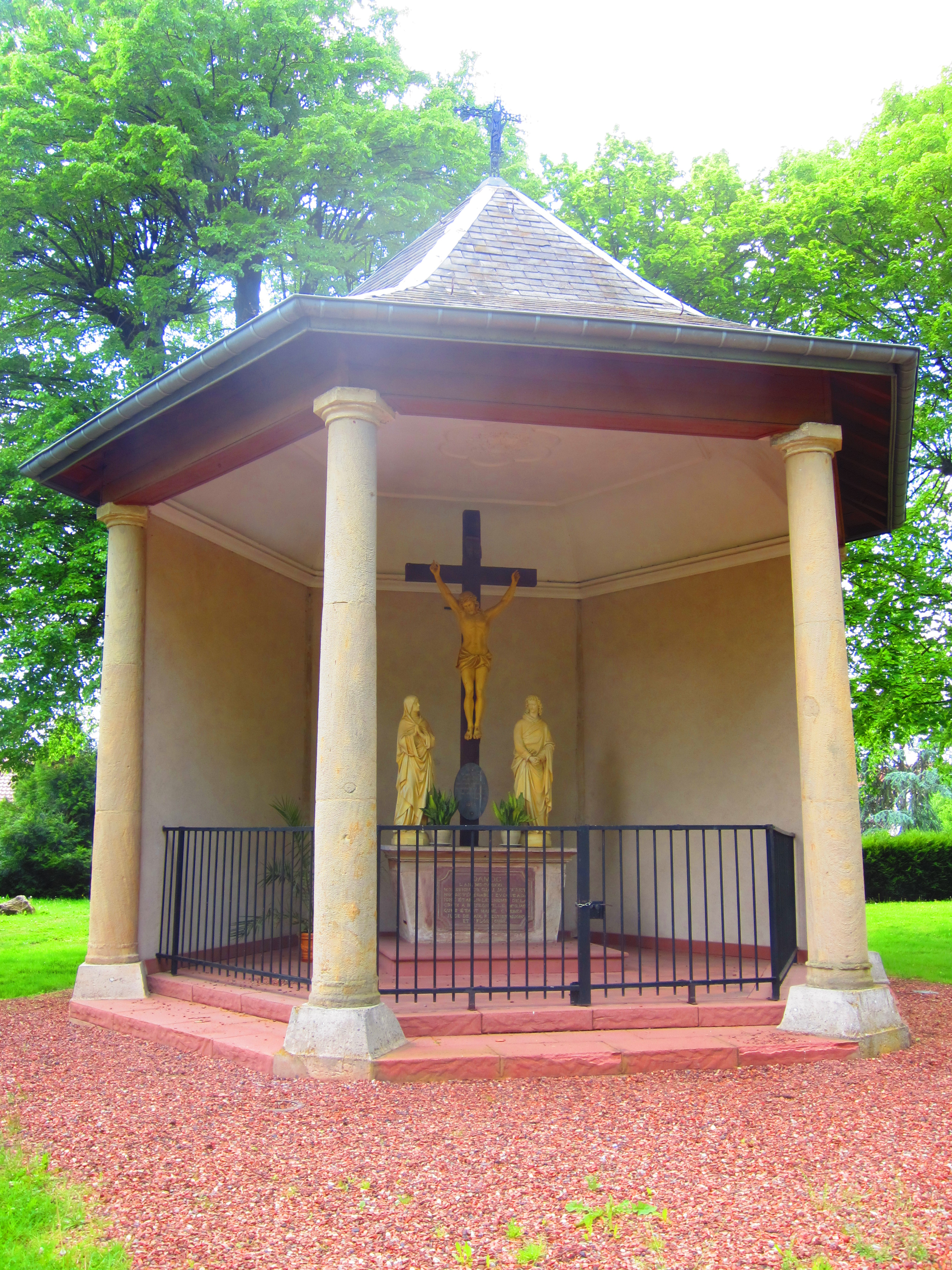
Chapelle-Oratoire de Belle-Croix
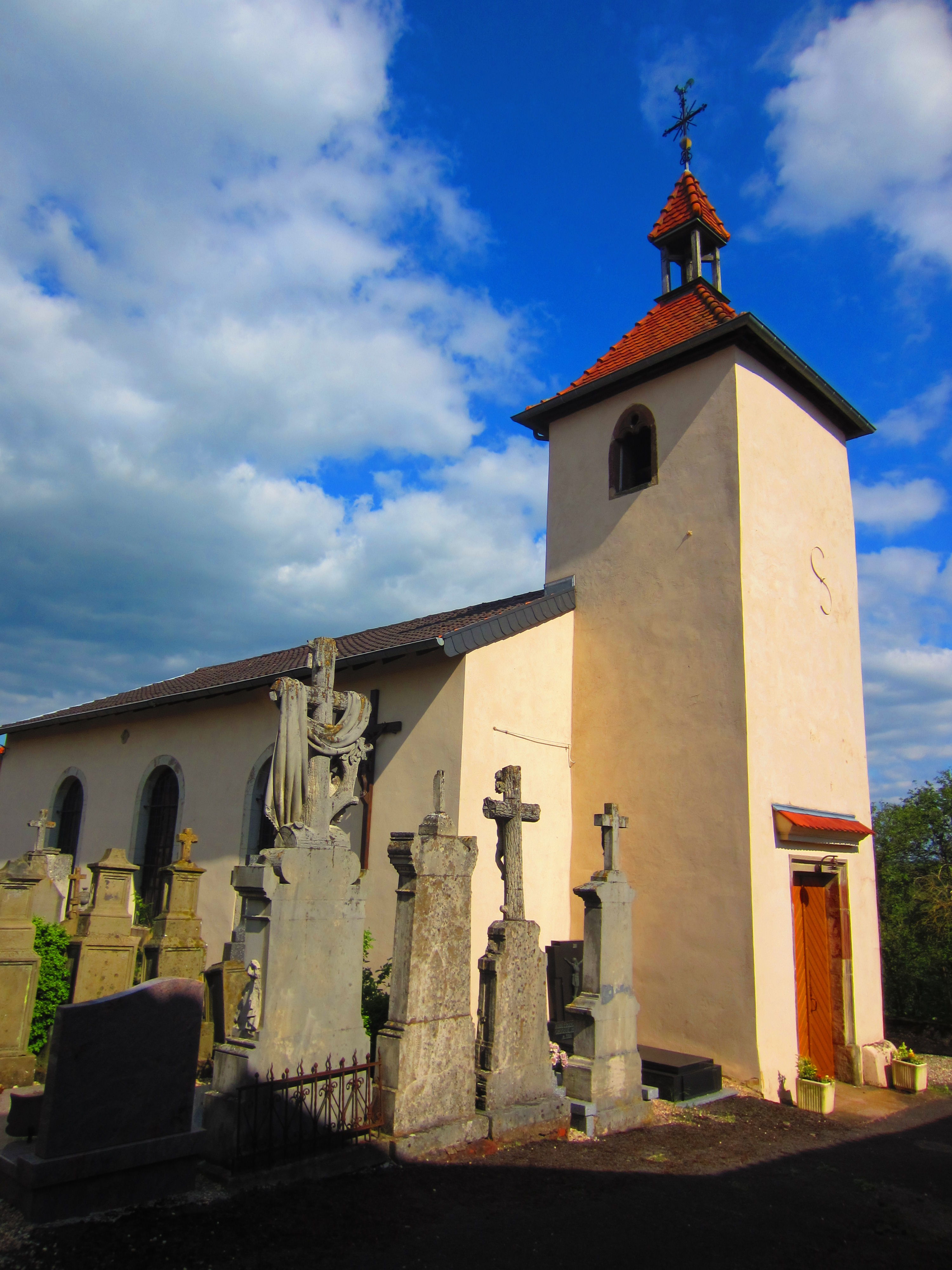
Chapelle Saint-Hubert à Heckling.
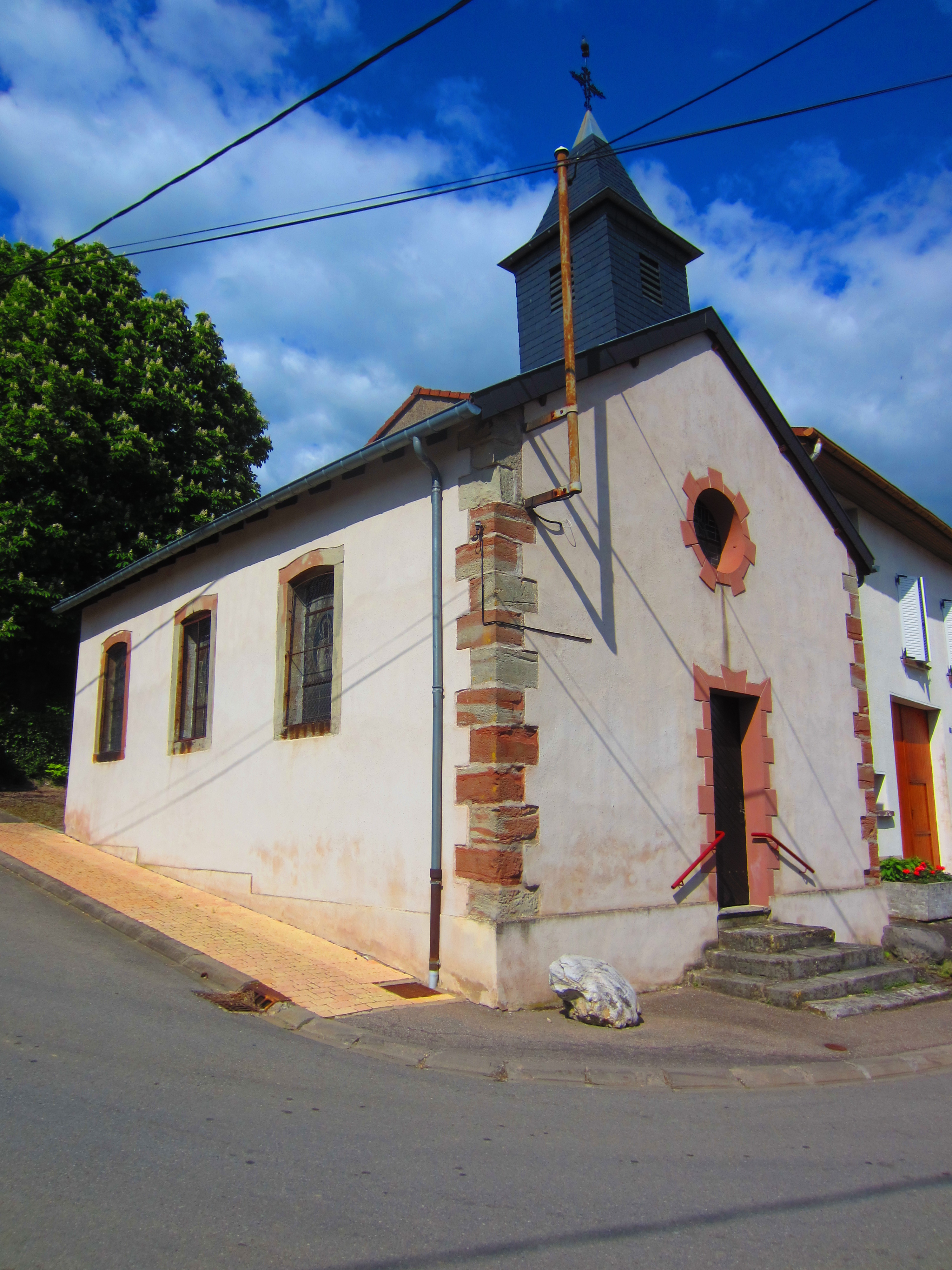
Chapelle Sainte-Croix à Aidling.
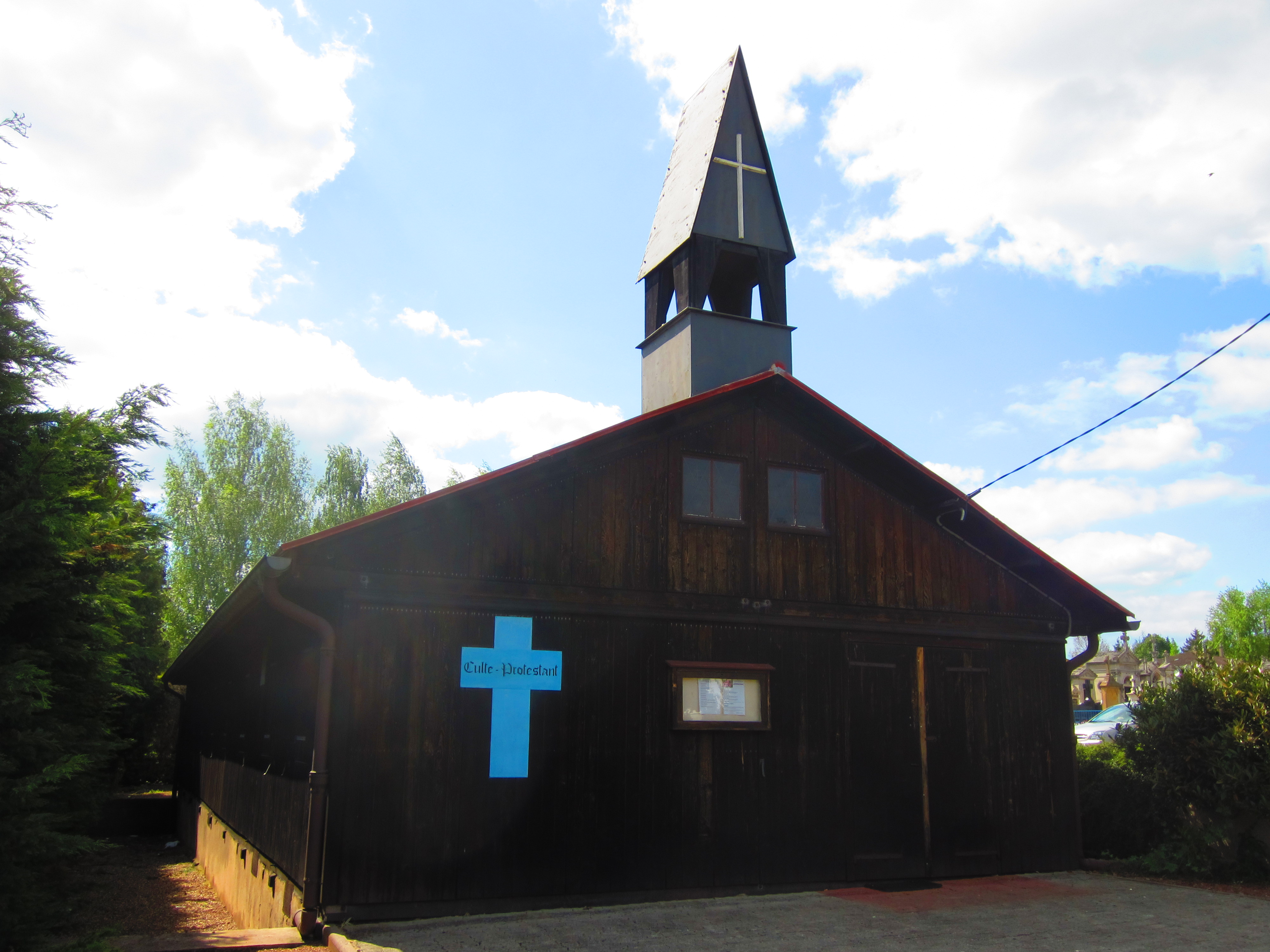
Le temple protestant réformé.
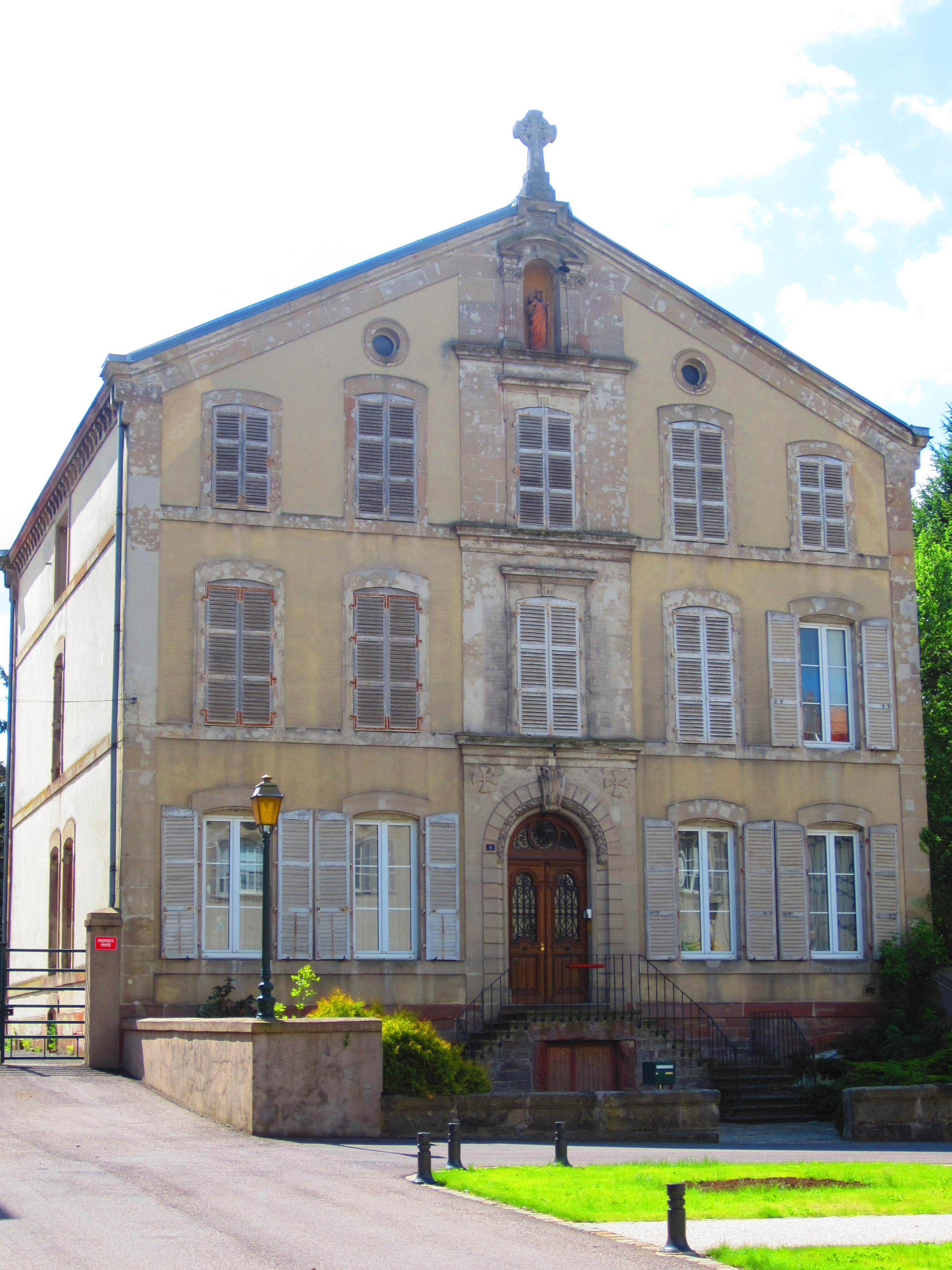
Le presbytère.
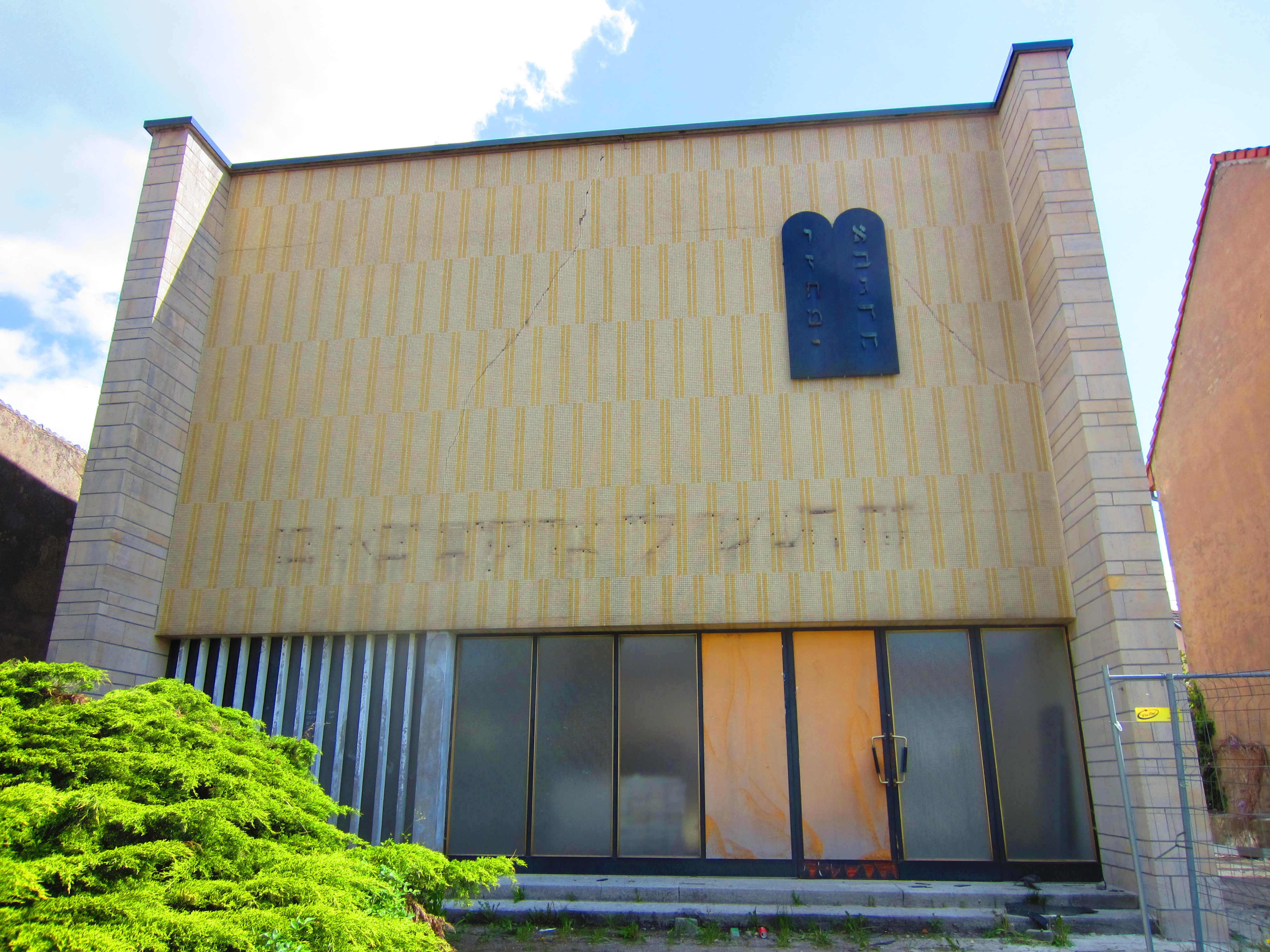
La synagogue.

### Enseignement
- Le collège Adalbert qui regroupe les communes de :

### Personnalités liées à la commune

#### Personnalités nées à Bouzonville
- Bruno Altmayer (1959), artiste peintre.
- Julien Schvartz (1925-2015), homme politique et médecin français, maire de Boulay et député de Moselle de la Ve République, auteur du "rapport Schvartz" sur la crise pétrolière à la demande du Premier ministre Pierre Messmer.
- Max Anton Stiff (1890-1966), juriste allemand.
- Louis Hackspill (1871-1944) homme politique lorrain, député allemand au Landtag d'Alsace-Lorraine de 1911 à 1918, puis député français de 1919 à 1924.
- Joseph Bourger (1842-ap. 1918), homme politique lorrain, député au Landtag d'Alsace-Lorraine.
- Georges Wenner (1819-1885), facteur d'orgues.
- Jean-Baptiste Stoltz (1813-1874), facteur d'orgues.
- Jean-Charles Adam (1754-??), député de Moselle en 1792.
- Jean Bernard Albert (1739-1807), homme politique.
- Jean Baur (1719-circa 1773), harpiste et compositeur.

#### Personnalités liées à Bouzonville
- François-Louis Fleck (Niederbronn, 1824 - Metz, 1899), centième évêque de Metz, était curé à Bouzonville.
- Georges Bernanos (1888-1949), écrivain français dont la famille paternelle était originaire de Bouzonville, apprit ses prières en platt

### Héraldique
| Blason de Bouzonville | Blason  | D'or à la fasce de gueules, chargée d'un renard d'argent et surmontée d'une croisette de gueules.          |
| Blason de Bouzonville | Détails | Ce blason communal ne serait apparu qu'au XVIIIe siècle.                                                   |
| Blason de Bouzonville | Alias   | D'or ; à la face de gueules, chargée d'un renard passant d'argent, et en chef une croix latine de gueules. |